# Лёк (деревня)
Лёк — деревня в Кишертском муниципальном округе Пермского края России.

## История
Известна с 1647 года. До 2019 года входила в состав ныне упразднённого Усть-Кишертского сельского поселения Кишертского района.

## География
Деревня находится в юго-восточной части края, в зоне хвойно-широколиственных лесов, на левом берегу реки Сылвы, на расстоянии приблизительно 8 километров (по прямой) к юго-востоку от села Усть-Кишерть, административного центра округа. Абсолютная высота — 161 метр над уровнем моря.
Климат
Климат характеризуется как умеренно континентальный, с продолжительной многоснежной холодной зимой и коротким умеренно тёплым летом. Средняя многолетняя температура самого холодного месяца (января) составляет −17,3 °С (абсолютный минимум — −51 °С), температура самого тёплого (июля) — 24,8 °С (абсолютный максимум — 37 °С). Среднегодовое количество осадков — 532 мм. Снежный покров держится в течение 170 дней в году.

## Население
| 2000 | 2004 | 2008 | 2010 | 2011 | 2012 | 2014 |
| ---- | ---- | ---- | ---- | ---- | ---- | ---- |
| 85   | ↘65  | ↘64  | ↘35  | →35  | ↗57  | ↘40  |
| 2015 | 2016 |      |      |      |      |      |
| ↗41  | ↗47  |      |      |      |      |      |

Половой состав
По данным Всероссийской переписи населения 2010 года в половой структуре населения мужчины составляли 51,4 %, женщины — соответственно 48,6 %.
Национальный состав
Согласно результатам переписи 2002 года, в национальной структуре населения русские составляли 98 % из 56 чел.